# San Eusebio (título cardenalicio)
San Eusebio es un título cardenalicio de la Iglesia Católica. Es nombrado en el concilio de Roma del 1 de marzo de 499. Según el catálogo de Pietro Mallio, elaborado bajo el pontificado del papa Alejandro III, estaba adscrito a la basílica de Santa María la Mayor, donde sus sacerdotes celebraban misa. Fue suprimido el 8 de junio de 1839 por bula del papa Gregorio XVI, sustituyéndolo por el de Santos Andrés y Gregorio del Monte Celio. Fue restaurado pro hac vice tantum por Pío IX en el consistorio secreto del 25 de junio de 1877. En las catacumbas de Santos Marcelino y Pedro, datadas en 474, se encuentra el epitafio de un clericus con la inscripción Olympi lectoris de D(ominico) Eusebi locus est, confirmando la existencia antigua de este titulus.

## Titulares
- Valentino (492 - 494)
- Probiano (494 - ?)
- Bono (590 - ?)
- Stefano (745 - prima del 761)
- Teopempto (761 - ?)
- Luciano (827 ? - prima del 853)
- Lucino (o Luciano) (853 - ?)
- Robert (1088 - 1112)
- Roberto (1099 - circa 1115)
- Giovanni O.S.B. (circa 1114 - 1121)
- Roberto (1121 - 1123 o, comunque, prima del 1127)
- Pietro (1130), pseudocardenal del antipapa Anacleto II
- Robert Pullen (o Pulle, o Pullus, o Pullan, o Pully) (circa 1142-1146)
- Raniero (15 de diciembre de 1165?-antes de 1178)
- Rogerio (o Ruggiero), O.S.B. Cas. (diciembre de 1178-circa 1184 o 1212 o 1221)
- Nicolas Caignet de Fréauville, O.P. (15 de diciembre de 1305-15 de enero de 1323)
- Raymond de Mostuejouls (18 de diciembre de 1327-12 de noviembre de 1335)
- Nicola Fabriani (15 de mayo de 1328-septiembre de 1328), pseudocardenal del antipapa Nicolás V
- Giovanni Visconti,(1329), pseudocardenal del antipapa Nicolás V
- Etienne de Poissy (o Paris) (22 de septiembre de 1368-16 de octubre de 1373)
- Guglielmo Sanseverino (18 de septiembre de 1378-24 de noviembre de 1378)
- Francesco Moricotti Prignani (noviembre de 1378-julio de 1380)
- Aymeric de Magnac (23 de diciembre de 1383-21 de marzo de 1385), pseudocardenal del antipapa Clemente VII
- Amaury de Lautrec (12 de julio de 1385-7 de junio de 1390), pseudocardenal del antipapa Clemente VII
- Alamanno Adimari (6 giugno 1411 - 17 settembre 1422), pseudocardenal del antipapa Juan XXIII
- Vacante (1422-1426)
- Henry Beaufort (27 de mayo de 1426-11 de abril de 1447)
- Astorgio Agnesi (3 de enero de 1449-10 de octubre de 1451)
- Richard Olivier de Longueil (16 de marzo de 1462-17 de agosto de 1470)
- Oliviero Carafa (5 de septiembre de 1470-24 de julio de 1476); in commendam (24 de julio de 1476-20 de enero de 1511)
- Pietro Accolti (17 de marzo de 1511-18 de diciembre de 1523); in commendam (18 de diciembre de 1523-5 de mayo de 1527)
- Benedetto Accolti (5 de mayo de 1527-21 de septiembre de 1549)
- Francisco de Mendoza y Bobadilla (28 de febrero de 1550-1 de diciembre de 1566)
- Antonio Carafa, diaconia pro illa vice (5 de abril de 1568-8 de abril de 1573)
- Vacante (1573-1583)
- Antonio Carafa (12 de diciembre de 1583-28 de noviembre de 1584)
- Giulio Canani (28 de noviembre de 1584-20 de marzo de 1591)
- Vacante (1591-1596)
- Camillo Borghese (21 de junio de 1596-10 de marzo de 1599) Fue elegido papa Pablo V
- Arnaud d'Ossat (17 de marzo de 1599-13 de marzo de 1604)
- Ferdinando Taverna (25 de junio de 1604-29 de agosto de 1619)
- Jean de Bonsi (3 de marzo de 1621-4 de julio de 1621)
- Marco Antonio Gozzadini (30 de agosto de 1621-23 de mayo de 1623)
- Lucio Sanseverino (1623) (?)
- Giacomo Cavalieri (9 de febrero de 1626-28 de enero de 1629)
- Giovanni Battista Pamphili (12 de agosto de 1630-15 de septiembre de 1644) elegido papa Inocencio X
- Girolamo Grimaldi-Cavalleroni (17 de octubre de 1644-11 de octubre de 1655)
- Nicolò Guidi di Bagno (23 de abril de 1657-27 de agosto de 1663)
- Vacante (1663-1668)
- Paolo Emilio Rondinini (30 de abril de 1668-19 de junio de 1668)
- Carlo Gualterio (15 de enero de 1669-1 de enero de 1673)
- Camillo Massimo (30 de enero de 1673-12 de septiembre de 1677)
- Vacante (1676-1689)
- Piero Bonsi (28 de noviembre de 1689-11 de julio de 1703)
- Francesco Martelli (25 de junio de 1706-28 de septiembre de 1717)
- Imre Csáky (16 de junio de 1721-28 de agosto de 1732)
- Pompeo Aldrovandi (12 de abril de 1734-6 de enero de 1752)
- Enrico Enríquez (22 de julio de 1754-25 de abril de 1756)
- Vacante (1756-1762)
- Jean-François-Joseph de Rochechouard de Faudoas (25 de enero de 1762-20 de marzo de 1777)
- Guglielmo Pallotta (28 de julio de 1777-23 de septiembre de 1782)
- Giovanni Andrea Archetti (27 de junio de 1785-2 de abril de 1800)
- Giuseppe Firrao (20 de julio de 1801-24 de enero de 1830)
- Paolo Polidori (1 de agosto de 1834-12 de julio de 1841)
- Título suprimido en 1841
- Título restaurado en 1877
- Johann Baptist Rudolf Kutschker (25 de junio de 1877-27 de enero de 1881)
- Domenico Agostini (30 de marzo de 1882-7 de junio de 1886)
- Cölestin Josef Ganglbauer, O.S.B. (10 de junio de 1886-14 de diciembre de 1889)
- Joseph-Alfred Foulon (30 de diciembre de 1889-23 de enero de 1893)
- Benito Sanz y Forés (15 de junio de 1893-1 de noviembre de 1895)
- Antonio María Cascajares y Azara (25 de junio de 1896-24 de marzo de 1898)
- Agostino Richelmy (22 de junio de 1899-27 de noviembre de 1911)
- János Csernoch (8 de septiembre de 1914-25 de julio de 1927)
- Carlo Dalmazio Minoretti (19 de diciembre de 1929-13 de marzo de 1938)
- Juan Gualberto Guevara (28 de febrero de 1946-27 de noviembre de 1954)
- Franz König (18 de diciembre de 1958-13 de marzo de 2004)
- Vacante (2004-2007)
- Daniel Nicholas DiNardo, (24 de noviembre de 2007)